# Железнице Србије
Железнице Србије је акционарско друштво коме је главна делатност обављање промета роба и путника на пругама, вуча возова и одржавање вучних јединица, одржавање пруге и технички надзор, у Србији.
На основу услова ММФ-а и Светске банке од 10. августа 2015. године регистрована су три привредна Друштва: Инфраструктура железнице Србије, Србија карго и Србија воз. Последњи генерални директор Железница Србије, који је поделио железницу на три дела, је Мирослав Стојчић, дипломирани инжењер саобраћаја.

## Историјат

### Почетак и развој железнице
Настанак и развој железнице као и парне локомотиве се одиграо у првим деценијама 19. века у Великој Британији одакле се касније постепено ширила по читавом свету. Прву половину и средину 19. века карактерише изградња међуградских и рударско-индустријских пруга узаног колосека. Појава железнице у то време је постала веома популарна тема, тако је вест о њој доспела и до кнеза Милоша, који је дао чак и званичну идеју за изградњу железнице која је обављена у тексту под насловом "Гвоздени пут и паровоз" у Сербском народном листу, у Пешти, 1837. Кнез Милош је био први српски владар који се возио паробродом и возом који је вучен парном локомотивом. Исте године, Сигисмунд Август Волфганг, урадио је пројекат под насловом План за грађење гвозденог пута или утреника у Сербии који је предвиђао изградњу железничке пруге у Источној Србији у дужини од 84 km од Милановца до ушћа Тимока у Дунав. Наредни пројекат, 1852. године, који је био већих размера и значаја урадили су инжињери британског привредног друштво Fox, Brassy & Co који је предвиђао изградњу Трансбалканске железнице од Цариграда до Београда. На тлу данашње Србије и Румуније једна од првих пруга узаног колосек 760 mm изграђена је трасом дужине 63,5 km Оравица - Јасеново - Црвена Црква - Бела Црква - Врачев Гај - Соколовац до Базијаша, манастира на обали Дунава, у време Војне границе, у Аустријском царству, која је првобитно била намењена за превоз угља до Дунава а за потребе пароброда са лопатицама. Концесију за изградњу железничке пруге добио је бечки Рударски директоријум, а пројекат је урадио инжењер Карл Бах. Занимљиво да су граничарски Срби пружили жесток отпор експропријацији земљишта. Радове на изградњи пруге успориће и избијање револуције 1848. године, када су граничарски Срби из околних села држали под опсадом Белу Цркву у којој се утврдила аустријска регимента. Радови су настављени одмах након рата, 1850. године, а пруга је пуштена у саобраћај 20. августа 1854. године. Крајем те исте године, 31. децембар 1854, нови власник рудника и железнице постаје чувена банкарска породица Ротшилд чије акционарско друштво, Царско-краљевско привилеговано Државно железничко удружење (KuK priv. österr. Staats-Eisenbahngesellschaft), током наредне године склапа уговор о проширењу железничке трасе Јасеново – Вршац – Темишвар – Сегедин, која ће бити пуштена у саобраћај 1858. године. Овим је станица у Јасенову постала први железнички чвор на овим просторима. Занимљиво да ће аустријска државна железница у Бечу, 1880. године, обележити своју јубиларну 25-годишњицу рада управо од отварања белоцркванске рударске пруге. Вреди напоменути да је ова пруга саграђена свега 29 година након прве пруге у свету из 1825. године, која је повезивала Стоктон и Дарлингтон у Енглеској. (Видео:Музејски воз „Романтика“ у Белој Цркви (2014)). Скоро 30 година, све до изградње пруге Београд-Будимпешта, лука и станица Базијаш су били полазна тачка за све становнике Кнежевине који су путовали на Север.
 Другу половину 19. века карактерише изградња међународних пруга нормалног колосека а у циљу повезивања удаљених крајева како за превоз робе тако и путника. За време кнеза Милана, Народна скупштина донела је 1875. године Закон о грађењу железнице. Тек ће се након Ослободилачких ратова (1876—1878) и са одредбама Берлинског конгреса 1878. године обезбедити њена убрзана изградња. Железничка конвенција између Аустроугарске царевине и Србије потписана је у Будимпешти 28. марта 1880. године, а нешто касније, 4. јуна 1887. године потписана је у Цариграду конвенција о железничкој вези између Србије и Османског царства. Први српски инострани зајам закључен је марта 1881. године са конзорцијумом француских банака посредством Генералне уније (Société Générale Union) из Париза за изградњу пруге Београд - Врање у износу од 100 милиона динара, с роком отплате од 50 година и годишњом каматом од 5%. Враћање зајма гарантовала је Србија чистим приходом од железнице и царине, а ако средства не буду довољна годишњи ануитет би се допунио из средстава прикупљених од личног пореза. Почетак градње 21. јуна 1881. обележио је сребрним будаком кнез Милан Обреновић. Исте године је основана Књажевска српска железничка и трговачка школа. Ђаци ове прве железничке школе су наставу слушали у Београду, а практичну обуку су имали на железницама Аустроугарске, Белгије, Француске и Италије. Али већ почетком наредне, 1882. године банкротирала је Генерална унија, са дугом према Србији од 36 милиона динара, док је њен председник Ежен Бонту (Eugène Bontoux) лишен слободе због „злоупотребе службеног положаја и указаног поверења“. Као нови поверилац јавља се Национални Контоар за есконт (Коntoâr d’Eskont), једна велика и прворазредна париска банка, у чијој финансијској групи се налазила и Земаљска банка из Беча (Österreichische Länderbank), која преузима обавезе Генералне уније. Министарски Савет (Влада) је 27. марта 1882. године одобрио министру финасија да потпише нови уговор о грађењу пруге са пуномоћником друштва Народног Контоара за есконт, што је учињено 29. марта 1882. године. Радове је изводило француско предузеће Друштво за изградњу и експлоатацију српских државних железница са којим је начињен општи уговор. Новоформирано француско друштво преузело је обавезу експлоатацију железнице на 50 година. Французи су радили као стручњаци и инжењери, а домаћу снагу су запошљавали за физички рад. Било је и немачких радника из Аустро-Угарске. Прва индустријска пруга у Србији била је узаног колосека, ширине 0,6 m. Изграђена је 1882, две године пре завршетка нормалне пруге Београд–Ниш и коришћена је за потребе рудника Мајданпек. Деоница Лука Смедерево – Велика Плана дужине 42 km изграђена је раније ради превоза материјала за потребе градње пруге Београд-Ниш. Ово је, у ствари, била прва пруга у Србији. Након три године градње окончани су радови на железничкој прузи нормалног колосека, у дужини 243 km, од Београда до Ниша августа 1884. Први свечани воз кренуо је из Београда 23. августа по старом, односно 4. септембра 1884. године по новом календару. Испраћају воза, искићеног цвећем и српским тробојкама, поред великог броја грађана, присуствовали су угледни гости из Беча, Будимпеште и Париза. Воз је кренуо у 8:30, а у Ниш је стигао у 18:23. Неколико дана касније, 3. септембра по старом, односно 15. септембра 1884. по новом календару пуштен је редован саобраћај. На овој траси у почетку је било неколико возова, а цене карата су биле превисоке за Србе осиромашене у претходним ратовима. Пруга је била солидно изграђена, а локомотиве и вагони су били најмодернији тог доба. Године 1885, на прузи дужине 245 km са 371 вагоном превезено је око 153.000 путника и 53.000 тона робе. Августа 1884. године засветлела је прва сијалица у Србији у крагујевачкој фабрици оружја, у чаурници - једном од погона тадашњег Војнотехничког заводу, само две године пошто је „светлеће чудо” приказано на Светској изложби у Паризу. А, 1887. године Крагујевац повезаће се пругом са Лаповом. Годину дана раније 1886, обавиће се први међумесни телефонски разговор на релацији Београд - Ниш између краља Милана и Милутина Гарашанина, председника владе. (Видео: Привредна историја Србије: Пруга Београд-Ниш)
У исто време, од 1881. до 1884, изграђена је пруга Будимпешта - Београд преко Суботице и Новог Сада. А, од 1885. до 1888. године изграђена су два железничка крака, први Ниш - Врање - Скопље и други Ниш - Пирот - Софија Три деценије касније, отворена је можда једна од најлепших железничких линија на Балканском полуострву од Атине до Солуна (Great Continental Railway Journeys - Athens to Thessaloniki - BBC).

### СДЖ 1889−1918.
Нико у Србији није био срећан због тога што се експлоатација железница налази у рукама странаца, јер су се понашали арогантно и колонистички, а владало је опште мишљење да страно друштво експлоатише Србију. И краљ Милан је стално размишљао да их поврати у српске руке. Међутим, тек је 1889. године радикалска влада искористила стечај Контоара и неке несолидности француског Друштва, па је национализовала железницу, уз обештећење. Формирањем дирекције Српских железница почела је експлоатација железница у Србији под државном управом, када су преузете од француског предузећа 3. јуна 1889. У моменту преузимања, Српска железница имала је 532 km пруге, 27 локомотива, 127 путничких вагона, 293 затворених вагона, 88 вагона за превоз стоке и 321 вагона за различите сврхе. За првог директора Српских државних железница постављен је инжењер Димитрије Стојановић. Године 1890, кад је државна железница имала 532 km пруге,
њоме је пренето 339.000 путника (930 дневно) и 279.000 тона робе.
Изградња пруге од Београда до Ниша и даље до Ристовца, као и од Ниша до Бугарске границе представљала је један од најкрупнијих корака у развоју целе Србије, а посебно Ниша. Ниш је постао најважнија железничка раскрсница на Балкану, а град је истовремено добио Железничку радионицу, велику Ложионицу, а касније 1913. године и радионицу за одржавање и поправку мостова.
Нова пруга је била од великог значаја за становнике села и вароши кроз које је пролазила. Тако је село Младеновачке Ливаде близу Космаја веома брзо постало варошица, а потом град и општина. Већ 1893. године краљ Александар доноси Указ којим ово село проглашава за варошицом, а том приликом добија скраћени назив Младеновац. Данас, најстарије зграде од тврдог материјала у Младеновцу су зграда железничке станице и кафане „Космај”. Занимљиво да је карта у то доба „за возидбу” од Младеновца до Београда у I класи коштала око 8 динара а у III класи око 4 динара, за децу до 10 година упола јефтиније. А, да би се купила карта треће класе од четири динара требало је продати четири кокошке. У то време, учитељ је имао плату 67 динара, потпоручник 126 динара, а отправник возова 100 динара. Тада је 1 Наполеон вредео 21 динара, а дукат 12 динара. Поред тога, железница је снажно утицала на индустријски развој бројних вароши. Тако се на почетку 20. века у Јагодини, Параћину и Ћуприји проширују и граде нове модерне фабрике на парни погон које се баве производњом пива, стакла штофа и шећера. Неопходно гориво - угаљ - за парне локомотиве, фабрике, млинове, шпиритане и пилане на парни погон, као и за пароброде на Дунаву и Сави, набављан је углавном из Сењског рудника који је повезан ускоклосечном пругом до Ћуприје 1. децембра (13. децембра) 1892. године, а 1908. године ова пруга је продужена до новог окна Равне Реке. Са грађењем Сењске пруге Србија је постала независна у набавци угља у експлоатацији српских државних железница. У то доба долази и до првих кршења железничких прописа. Тако је 1891. године достављен списак са чак 92 имена Начелству округа моравског у Ћуприји која су извршила кривицу тако што су „пушћали стоку на пругу” или „шећали пругом ка да је сељачка џада”. Извесни десетар 24. Пружине описао је следећи догађај: „Петог септембра ог. обилазећи моју пругу код 164-400 уватио сам пет брава свиње, које су риле по Државном земљишту и по Нагибу. Поменуте свиње јесу Филипа В. из села Сикирице, среза Параћин. Именовани прави сваког дана преступе на железници са својом стоком и више пута сам га опоменуо, а он не слуша. Већ све и даље на против.”
Већ 1885. године, на новој прузи гостовао је Оријент експрес, који ће касније постати један од најславнијих возова у историји светских железница. У то време, један од најлепших путописа путовањем железницом од Београда до Ниша 1887. године оставио је Феликс Каниц. Ипак, можда један од најзанимљивијих путника који је пропутовао железницом Србију на повратку из Европе био је персијски Шах Мусареф ел Дин 1900. године.
Пре почетка редовног међународног транзитног саобраћаја, од 1884. до 1888. године, најбржи возови на прузи Београд - Ниш били су путнички возови број 11 и 12 чији је састав износио највише 10 двоосвинских путничких кола и масе 180 тона, а вуча је обављана локомотивом серије СДЖ 1-12. Чисто време вожње ових возова је било 7 сати и 35 минута, а са бављењем у међустаницама време путовања је трајало 8 сати и 15 минута. Техничка брзина воза је била 32,18 km/h а комерцијална 29,58 km/h. Од 1889. године отпочео је међународни транзитни саобраћај, а до 1912. године најбржи воз је био Оријент експрес број 1 и 2, који је на самом почетку у Србији понео надимак Муњевити воз. Воз је саобраћао на линији Париз – Цариград, и обратно, а његов састав је чинило од три до пет четвороосовинских кола (спаваћих, ресторан и пртљажних) док се маса воза кретала од 90 до 150 тона. Вучу возова, од Београда до Ниша, су обављале локомотиве серије СДЖ 101-118. Чисто време вожње ових возова у смеру ка Нишу је било 5 сати и 35 минута док у супротном 5 сати и 44 минута, а са бављењем у међустаницама време путовања је трајало 5 сати и 45 минута у смеру ка Нишу, а 5 сати и 55 минута у супротном смеру. Техничка брзина воза у смеру ка Нишу је била 43,70 km/h док у супротном 42,45 km/h а комерцијална брзина према Нишу 42,42 km/h док у смеру ка Београду износила је 41,24 km/h. За време Царинског рата 1906 – 1910. године, односно у време аустроугарске забране за увоз и транзит пољопривредних производа из Србије за аустроугарску Јужна пруга, у то време познатија као Солунска пруга (Ниш - Врање), била је од великог значаја за извоз живе стоке и меса. (Видео: Возом ’Солунац’ од Београда до Солуна (2015)) Врхунац у експлоатацији железница је достигла после 1909. године. Тада је транспортовано 793.909 тона
робе, уз чисту добит од 5.773.478 динара. Користећи нестабилност у суседном османском царству, као што је Грађански рат у Македонији (1903—1908) и младотурску револуцији (1908), Аустроугарска је извршила анексију Босне кршећи тиме берлински уговор из 1878. године. Новонастала криза изазваће велико незадовољство код чланова тајног револуционарног омладинског покрета Млада Босна. Уочи Првог светског рата Краљевина Србија имала је у власништву државних железница 928 km колосека нормалне ширине у експлоатацији и 537 km у градњи. До краја 1915. у саобраћај је пуштено још 110 km железничких пруга. Ускоколосечних пруга било је 454 km у експлоатацији и 128 km у градњи. Окружне и приватне железнице уског колосека имале су у експлоатацији 216 km. Све железничке линије су имале возна средства и потребне инсталацијама. На државним пругама нормалног колосека саобраћало је 132 локомотиве и 4.209 вагона, и 5 позајмљених локомотива, 210 вагона и 1 моторна кола. (Види још: Фотогалерија изградња тимочке пруге) Вреди напоменути да је 1891. године, у Владивостоку почела изградња Транссибирске железнице, најдуже пруге на свету. Ова магистрала повезује 2 дела света, 12 области и 87 градова, и дуга је 9288,2 km.

### Први светски рат
За време ратова од 1912. до 1915. године, Српска државна железница укључена је у војно-железничку службу, тако да је пругом Београд - Ниш управљало саобраћајно одељење Врховне команде. Након Тројне инвазије и окупације крајем 1915. године станице и пруге стављене су под немачку војну управу. (Видео: Институције Србије у Великом рату: Железница Србије) За време окупације Србије у Првом светском рату на прузи Београд - Ниш од 1916. до 1918. године саобраћао је као замена за Оријент експрес воз Балкан експрес (нем. Balkanzug) од Берлина до Цариграда. Поред тога, окупатор је користио пругу за транспорт својих трупа и ратног материјала до Солунског фронта.
За време Топличког устанка четници су извршили диверзију на прузи. Пред зору 4. марта 1917. године четнички одреди нападају Ниш где доспевају до Црвеног Крста, а наредног дана стижу пред Крушевац. Устаници минирају пругу код Ђуниса и руше непријатељску композицију, а исте ноћи руше пругу код Доњег Адровца када започиње напад на Зајечар. Устаници су очајнички покушавали да прошире слободну територију и прекину комуникацију непријатеља са Солунским фронтом који им је био један од главних циљева. Устанак је ипак брзо угушен уз велике репресалије окупаторских снага. Нешто раније, 1903. године, немачки концесионари су отпочели изградњу железничке пруге у Османском царству од Конија у Малој Азији, где је завршавала до тада изграђена траса, до Багдада на Блиском истоку. Нова планирана траса била је дуга 1.600 km и требало је да повеже Берлин и Багдад. Током рата, Аустроугарска је послала 1000 заробљених Срба турским властима, као робље које ће правити деонице пруге багдадске железнице. Више од хиљаду српских заробљеника радило је на пробијању тунела на багдадској прузи кроз масив планине Таурус, који је повезивао Бозанти и Алепо, у којима су постојали логори за заробљенике. Поред Срба, заробљеници Тауруса су били и други савезнички војници. Пруга је завршена након 37 година изградње, а радови су трајали са прекидима од 1903. до 1940. године. (Изградња пруге на Таурусу) Годину дана након завршетка изградње Транссибирске железнице, 1917. године један део Српске добровољачке дивизије која се налазила на фронту према Одеси због избијања Октобарске револуције транспортована је овом пругом до Владивостока и Кине одакле је савезничким бродовима пребачена на Солунски фронт. Након повлачења окупаторских снага из Србије 1918. године порушен је на прузи велики број мостова и вијадукта чиме је прекинут саобраћај.

### ЈДЖ 1919−1941.
Привременим импровизованим решењима саобраћај је поново успостављен марта 1919. године а обнова и генерални ремонт су трајали све до 1925. године. Стварањем Краљевине Срба, Хрвата и Словенаца после Првог светског рата створено је државно предузеће које ће управљати железничким пругама новостворене државе: Железнице Краљевине СХС. Након промене имена државе 1929. године и железнице добијају ново име: Југословенске државне железнице (ЈДЖ/JDŽ), koje ће се одржати од 1945. до 1952. године када мењају име у Југословенске железнице. У Србији је средином 1919. било већ више од 800 km провизорно поправљених железничких пруга и потреба за возним материјалом сваким даном постајала је све већа. Године 1921, отворена је друга цев Симплон тунела дужине 19,8 km у Алпима на граници Италије и Швајцарске, док су радови на првој тунелској цеви завршени 1906. године. Изградњом овог тунела знатно је скраћена железничка траса између Париза и Београда. Међутим, поред обнове пруга, мостова, вијадукта и станица у ратом разрушеној Србији, највећи проблем за успостављање јединствене железничке мреже и саобраћаја у новој Краљевини СХС представљало је Друштво јужних железница, које су у свом приватном власништву имало концесију до 1968. године над главном пругом у западним крајевима Марибор - Љубљана - Зидани Мост - Загреб - Сисак. (Видео:Возом Љубљана - Београд (2016)) Немачка је Југославији на име ратне репарације континуирано испоручивала железнички материјал до 1930. године. Укупно је добијено 580 локомотива за нормални колосек, 84 локомотиве за колосек 0.76 м, 1095 путничких вагона нормалног колосека, 160 путничких вагона за колосек 0,76 м, 11.602 теретних вагона нормалног колосека, 4.326 теретних вагона за колосек 0,76 m, 41 опрема за радионицу у Нишу. Занимљиво да је у периоду од 1930. до 1932. године приватно предузеће Југословенски железнички радио на основу концесије са Министарством саобраћаја прикључивала своје радио вагоне на релацији Београд – Загреб – Љубљана. У Краљевини СХС (Југославији) од краја 1918. до 1935. није деловала јединствена железничка организација већ пет главних железничких дирекција: 1. Београдска железничка дирекција са Управом за грађење, 2. Дирекција у Суботици за Војвођанске железнице, 3. Сарајевска дирекција са Одељењем за нове градње, 4. Загребачка дирекција са Одељењем за нове градње и 5. Љубљанска дирекција са Дирекцијом Јужних дирекција. Од 1919. до 1929. године најбржи возови на прузи Београд – Ниш били су С. О./О. С. (Симплон оријент) на линији Париз – Цариград и обратно. Састав воза је био осам четвороосовинских кола, а маса воза је била 320 тона. Вучу возова су обављале локомотиве серије ЈДЖ 01. Чисто време вожње ових возова у смеру ка Нишу је било 4 сати и 53 минута док у супротном 4 сати и 53 минута, а са бављењем у међустаницама време путовања је трајало 5 сати и 12 минута у смеру ка Нишу, а 5 сати и 15 минута у супротном смеру. Техничка брзина воза у смеру ка Нишу је била 49,97 km/h док у супротном 50,31 km/h а комерцијална брзина према Нишу 46,92 km/h док у смеру ка Београду износила је 46,62 km/h. На железници, 1920-их, почиње да врши испитивање свог проналаска један од највећих машинских инжињера на овим просторима, Добривоје Божић, који је конструисао прву савремену ваздушну кочницу за кочење железничких возила чију основу данас примењују познати светски произвођачи. Од 1930. због набавке брзовозних локомотива ЈДЖ серије 05 значајно је скраћено време вожње (Макета ЈДЖ серија 05). Од тада чисто време вожње возова О. С. и С. О. у смеру ка Нишу износило је 3 сата и 34 минута, у супротном смеру 3 сата и 50 минута, а време путовања износила су 3 сата и 45 минута. Састав воза је био девет четвороосовинских кола, а маса воза је била 450 тона. Максимална брзина ових возова износила су 100 km/h. Занимљиво да је почетком 1930-их планирана капитална изградња пруге Београд–Букурешт са мостом на Дунаву (Брза Паланка). Године 1934, снима се први домаћи дугометражни звучни филм под називом „Под југословенским небом".
Највећи брзински рекорд на овим просторима чија су обарања у то доба била веома популарна широм света је постављен на прузи Београд - Шид - Загреб. Идеја о суперекспресној парној локомотиви је зачета у Машинском одељењу Генералне Дирекције ЈДЖ-а, након чега је у ложионици Београд локомотива ЈДЖ серије 01-101 прерађена, облагањем лимова са посебним аеродинамичним обликом по узору на друге брзовозне локомотиве. Године 1937, на пробној вожњи аеродинамична локомотива популарног назива „Летећи Београђанин“ вукла је воз од 5 кола, масе 158 тона брзином од 122 km/h при чему је локомотива имала миран ход. Ова суперекспресна локомотива је на једној деоници постигла за то време невероватну брзину од 146 km/h. Нешто раније, 11. маја 1936. године немачка парна локомотива ДР 05 поставила је светски брзински рекорд на линији Берлин - Хамбург, који је износио 200,4 km/h. Међутим, Енглези су овај немачки рекорд доживели као директан изазов. Британска парна локомотива 4468 „Милард” поставила је 3. јула 1938. године на једној деоници нови светски рекорд који је износио 203 km/h.
У Краљевини СХС је било близу 2.600 км вициналних железница, тј. приватних железница под управом државне. Почетком 1922. је констатована недовољна количина угља. Пошто прагови дуго нису мењани, највећа брзина је била 20 – 30 km/h, уместо 40 - 60; било је 5.660 км пруга нормалног колосека са 6.800.000 прагова и 1.682 км уског са 1.960.000 прагова - већину је требало заменити. Локомотива је било 1.388 за нормалан колосек, од чега 701 у раду, и 431 за уски колосек, у раду 253. Теретних вагона је било 38.063, од чега 14 хиљада неисправних.
У 1935. години је обједињено свих пет дирекција железница у Југословенске државне железнице. Занимљиво да је Београд крајем '30-их имао близу 300 хиљада становника, а да је београдска железничка станица имала 45 хиљада путника дневно. Од ослобођења до 1936. је изграђено 1.650 км пруга, за три милијарде динара. Вреди такође напоменути да је за време мандата министра саобраћаја Мехмеда Спаха извршено прво јавно представљање путничких моторних кола различитих произвођача у Главној станици у Београду 1937. године. Већ наредног лета 1938. године пуштен је на прузи уског колосек 0,760 м у саобраћај први моторни воз на релацији Београд-Ужице-Сарајево-Мостар-Дубровник. Због брзине од 60 km/h био је познат у јавности као „Луди Сарајлија“, као и „Спахинац“, а ову релацију је прелазио за невероватних 16 часова и 30 минута. Станице на којима се воз заустављао биле су: Београд, Лајковац, Ужице, Сарајево, Мостар, Хум и Дубровник. У лето 1937. поручено је седам композиција таквих возила од мађарске фирме „Ганц” која су нумерисана под ознаком ЈДЖ серија 801. Моторни возови имали су троја кола: два крајња кола моторна и једну приколицу у средини. Моторна кола имала су по 33 седишта II класе а приколица 23 седишта I класе и један одељак за бифе. Из Дубровника воз је полазио сваког дана у 5 часова и 35 минута а у Београд је стизао у 22 часа и 14 минута. Због великих резерви угља у Југославији одустало се од даље набавке моторних возова јер увозни ресурс - нафту - требало је набавити из иностранства. (Видео: Било једном у Обреновцу: Воз Ћира) У 1938. години одржана је прва међународна изложба аутомобила на новом Сајму у Београду. Те године на Сајму јавно је приказан први пут телевизијски пренос у Југославији. Током 1930-их, како у свету тако и у Југославији, у односу на ранији период, долази до значајног повећања броја путничких аутомобила, а путници у возовима почињу да све више добијају жељу да у свом личном власништву имају ово луксузно превозно средство.

### Други светски рат
Након снажног притиска Нацистичке Немачке, 25. марта 1941. године, председник владе Драгиша Цветковић и министар спољних послова Александар Цинцар-Марковић потписали су у Бечу Протокол о приступању Југославије Тројном пакту. Два дана касније, 27. марта, група југословенских краљевских официра на челу са командантом Војног ваздухопловства генералом Душаном Симовићем извела је војни удар, збацила Владу и намесништво, ухапсила Драгишу Цветковића и остале министре, а краља Петра II прогласила за пунолетног и предала му власт. Без објаве рата немачке, италијанске и мађарске оружане снаге извршиле су агресију на Краљевину Југославију 6. априла 1941. Наступање инвазионих трупа Сила Осовине претходило је ваздушно бомбардовање градова и саобраћајних комуникација, односно железничких инсталација. Главни копнени удар на Југославију долазио је из Бугарске одакле су јаке немачке оклопне јединице муњевито напредовале према Нишу, заузевши 9. априла град, што је довело до прекида комуникације са Солуном. Током саме агресије у Загребу је 10. априла проглашена Независна Држава Хрватска чиме је почињен акт велеиздаје. Након краткотрајног рата сломљен је отпор Југословенске војске и извршена противно међународном праву подела земље. За време окупације Србије у Другом светском рату од 1941. до 1944. године пруга Београд - Ниш је била једна од најобезбеђенијих пруга у Европи јер је за немачку војну силу правац Београд - Солун - Атина био најважнији правац који није имао алтернативу. Најкраћи пут за снабдевање немачке војске у Грчкој и Либији, односно Бенгазију и Тобруку, ишао је преко Србије пругом Београд - Ниш који је био од виталног значаја за успех немачких операција на афричком ратишту. Пругу су обезбеђивале немачке и бугарске окупационе трупе. Дуж пруге су изградили карауле опремљене рефлекторима и митраљеским гнездима. На излазима из тунела, раскрсницама и другим осетљивим тачкама, сазидали су велике бункере (који су у великом броју, и данас очувани), а неке деонице су заштићене жицом и минским пољима. (Бункери у Србији) Прилаз прузи је био строго забрањен а становништво је било упозорено натписима о стрељању. Пруга током окупације никада није била у дужем прекиду али је покрет отпора вршио успешно обавештајно праћење немачких војних теретних композиција. Савезничка бомбардовања пруге су извођена 1944. године како би се спречило извлачење из Грчке немачке групе армије „Е”. На мети бомбардера су тада били железнички чвор у Нишу и Београду, као и Лесковац и Краљево. Том приликом страдао је велики број цивила.
Средином 1943. године долази до најважније битке будуће Југославије - Битке на Сутјесци - у којој партизани под командом одлучног Коче Поповића пробијају у очајничком јуришу непријатељски обруч кроз чију брешу (пролаз) нешто касније пролази и Врховни штаб на челу са Јосипом Брозом Титом. А, две године касније, четири дана након 9. маја 1945. године, када је цела Европа славила завршетак Другог светског рата, на истом месту долази до Битке на Зеленгори, у којој четници под командом Драже Михаиловића доживљавају слом у очајничком покушају да се пробију до Србије. Иако трауматична и трагична за оба покрета, масив Зеленгоре тако постаје синоним нестанка старе и настанка нове Југославије. (Види још: Вртлог)
Приликом наступања Народноослободилачке војске и Црвене армије борбе су вођене и око железничких станица. Совјетске трупе су 8. октобра ушле у Свилајнац без борбе, а следећег дана прешле су Велику Мораву и уз борбу ослободиле Марковац и Лапово. Истог дана прекинут је железнички саобраћај између Београда и Ниша. Од Марковца Совјети су наступали према Великој Плани (10. октобар 1944), затим удружени са борцима формиране партизанске армијске групе следећег дана водили тешку борбу око Раље. Одмах после ослобођења Београда, главна пруга Београд - Ниш била је под влашћу Народноослободилачке војске. Почетком новембра 1944. образована је Дирекција железница Београд, која је морала да реши бројне задатке: образовање команде железничких линија, већих станица, ложионица и постављање одговарајућег људства. Пруга од Београда до Сталаћа оштећена је само од Лапова до Јагодине. Радило се брзо и саобраћај од Београда до Ниша успостављен је већ 26. новембра 1944. године.

### ЈЖ 1945−2004.
Након рата, главни задатак је био обнова, односно ревитализација пруга јер је железнички саобраћај био основни вид транспорта, чије је учешће у превозу робе и путника – и у предратном периоду као и у првим послератним годинама, износило преко 80% укупног југословенског промета. Брз темпо изградње трајао је до 1953. године, да би у каснијем периоду био све спорији, ради давања предности изградњи путне мреже. Занимљиво да је одмах након окончања рата, 1946. године изграђена пруга Брчко-Бановићи. На овом јединственом градитељском подухвату радило је 60 хиљада омладинаца из Југославије и 20 држава из света. Успели су да 92 km пруге направе за само 6 месеци. Године 1952, започета је изградња пруге Београд-Бар на деоницама Ресник - Вреоци (38 km) и Титоград (Подгорица) - Бар (52 km).
У периду од 1946. до 1959. године најбржи возови на прузи Београд – Ниш који су саобраћали на релацији Париз – Атина су били ПА/АП чије чисто време вожње у смеру ка Нишу износило је 4 сата и 6 минута, у супротном смеру 4 сата и 15 минута а време путовања износила су 4 сата и 17 минута. Састав воза кретао се између осам и 10 четвороосовинских кола, а маса воза била је од 400 до 500 тона. Максимална брзина била је 100 km/h, а на раљском успону 65 km/h. Вучу ових возова и даље су обављале парне локомотиве серије 05. Техничке брзине у смеру Београд-Ниш и у супротном смеру износиле су 59,51 и 57,41 km/h док су комерцијалне брзине за те смерове износиле 56,96 и 54,83 km/h.
Крајем педесетих година отпочело се са набавком дизел моторних кола. За саобраћај на локалним пругама набављен је већи број ЈЖ серија 812 који у наредном периоду постају синоним за локални железнички саобраћај у малим местима. Ова возила су била врло економична и у погледу потрошње и одржавања и за тадашњи период су представљали знатан напредак у удобности путничког саобраћаја. (Видео:„Шинобус“ у станици Палић) На двадесетогодишњицу од првог емитовања телевизијске слике на београдском сајму, 1958. године започиње са радом Телевизија Београд, а у пролеће 1959. године почиње у „РР заводу" у Нишу производња по Филипсовој технологији првих телевизора. Почетком шездесетих у Југославији долази до феномена, односно до појаве првог фиће и телевизора у комшилуку. У 1962. години донета је одлука о модернизацији железнице која је подразумевала укидање ускоколосечних пруга, електрификацији магистралних пруга као и замену парне за дизел и електричну вучу. Са развојем нових електро-енергетских постројења у земљи, средином шездесетих година у руководству Заједнице југословенских железница определили су се за најсавременији систем електрификације пруга 25,000 V ~ 50 Hz. Прва пруга одређена за нову електрификацију била је Београд - Шид - Загреб.
У периоду од 1960. до 1973. године вучу возова највећих брзина су обављале дизел-електричне локомотиве ЈЖ серије 661. Најбржи воз на прузи био је Акрополис експрес, МА/АМ, на релацији Минхен - Атина. Чисто време вожње и време путовање у смеру ка Нишу износило је три сата и седам минута, а у супротном смеру три сата и 17 минута. Време вожње и време путовања су иста јер овај воз није имао успутна задржавања. Маса воза износила је 500 тона, а максимална брзина била је 100 km/h, док је на раљском успону била 70 km/h. На равном делу пруге вучна сила је била добро искоришћена као и на раљском успону. На максималном успону од 15 промила локомотива серије 661 воз ове масе могла је да вуче максималном брзином од 35 km/h. Техничке брзине у смеру Београд - Ниш и у супротном смеру износиле су 78,29 и 75,85 km/h, док су комерцијалне брзине за помените смерове износиле 78,29 и 75,85 km/h. Ово је највећа техничка брзина и најкраће време путовање једног воза постигнуто на прузи Београд -
Ниш од 1884. године до данас.
Године 1974, укинута је једна од најчувенијих ускоколосечних пруга на Балкану Београд - Ваљево - Ужице - Сарајево - Мостар - Дубровник - Зеленика (Херцег Нови). Након 24 година градње пуштена је у свечано у јавни саобраћај пруга Београд - Бар 1976. године. Пруга је електрифицирана монофазним системом 25 kV i 50 Hz 1977. године. (Видео: Возом од Бара до Београда (2013)) Поред тога, другу половину 20. века карактерише електрификација главних железничких магистралних пруга. Године 1969, стигао је први електро-моторни воз у Београд ЈЖ серија 410, произведен у Гоши.
У периоду од 1974. до 1991. године најбржи редовни воз на прузи Београд - Ниш био је „Венеција експрес", 262/263, који је саобраћао на релацији Венеција - Атина. Чисто време вожње у смеру према Нишу износило је 3 сата и 20 минута, у супротном смеру три сата и 48 минута, а време путовања су износила три сата 23 минута и три сата 58 минута респективно. Једно време у летњем периоду саобраћао је воз Атика (1210/1211) који није имао успутна задржавања и који је имао времена путовања три сата 18 минута и три сата 48 минута, зависно од смера вожње, ка Нишу или ка Београду. Маса воза била је 750 тона, максимална брзина 100 km/h, а на раљском успону 70 km/h. Вучу возова обављале су електричне локомотиве серије 441
На раљском успону вучна сила ове локомотиве је релативно добро искоришћена, док је на равничарском делу искоришћена веома слаб (око 50%). Техничка брзина у смеру Београд - Ниш и у супротном смеру износиле су 73,20 и 67,37 km/h, док су комерцијалне брзине за поменуте смерове износиле 68,73 и 64,54 km/h. У смеру ка Београду овај воз је саобраћао преко Мале Крсне. У исто време, у свету и код нас, долази до масовне изградње друмске инфраструктуре, пораста броја путничких аутомобила и аутобуса, који су преузели вођство у превозу путника од железнице. На почетку ратних сукоба у СФР Југославији, железничке управе република почињу да се раздружују, односно издвајају из Заједнице југословенских железница (ЗЈЖ). ЖГ Љубљана и ХЖП Загреб издвајају се из Заједнице ЈЖ 8. октобра 1991. године, ЖТП Сарајево 31. маја 1992. године, а Железнице Бивше Југословенске Републике Македоније се осамостаљују 1. јула 1993. године. Током агресије НАТО снага на СР Југославију, знатан део пруге и постројења на мрежи српских железница је уништен или онеспособљен. Током 2004. године из Заједнице југословенских железница (ЗЈЖ) иступиле су „Жељезнице Црне Горе“. Заједница је званично престала да постоји ступањем на снагу новог закона о железници Републике Србије који је донесен 2005. године. (Види још: Макете Југословенске железнице) (Видео:Возови пролазе лајковачком пругом)

## Наслеђе

### Железнички музеј
Железнички музеј у Београду основан је 1. фебруара 1950. године, и отворен је за све љубитеље железнице као и домаће и стране туристе. Прва стална поставка отворена је 30. априла 1953. године. Музеј поседује преко 40.000 предмета груписаних у неколико збирки, од којих је најзначајнија техничка (збирка локомотива, вагона нормалног и узаног колосека, сигналних и сигурносних уређаја и сл.), историјска и уметничка збирка примењених уметности. У свом саставу Железнички музеј има архиву и стручну библиотеку. Архив чува историјску грађу и техничку документацију, неколико хиљада фотографија и негатива, збирке географских и железничких мапа.

Најстарија сачувана парна локомотива у Србији нормалног колосека 1435 m је серије 162-004 тип B1t-2n произведена 1881. године. Налази се у ложионици Црвени крст — Ниш.

Одељење узаних пруга Железничког музеја је свечано отворено 12. априла 1990. године у Пожеги. Музејско одељење се простире на површини од 1,5 хектара на коме се налазе експонати везани за систем пруга уског колосека на простору Србије и Босне и Херцеговине. У Одељењу су изложене 8 парних локомотива и 10 вагона, од путничких преко службених до теретних. Највредније експонате представљају четири парне локомотиве. Локомотива „Рама“ Архивирано на веб-сајту  (27. март 2016), најстарија сачувана исправна парна локомотива (у Србији и БиХ) за колосек ширине 760 mm (у свету), произведена у минхенској фабрици „Краус“ 1873. године. „Краљ Србије“ Архивирано на веб-сајту  (27. март 2016), од милоште касније названа „Милан“, најстарија парна локомотива произведена на Балкану, израђена у ливници и машинској радионици у руднику Мајданпек, 1882. године. Две локомотиве за колосек 600 mm „Костолац Архивирано на веб-сајту  (24. децембар 2014)“, произведене 1916. године у САД, након Првог светског рата саобраћале за потребе на рудничкој железници Рудника угља Стари Костолац (у свету је сачуван само још један примерак овог типа локомотиве). Музејско одељење ради сваког дана, а улаз је бесплатан.

### Воз „Романтика“
Музејски воз „Романтика“ установљен је 1996. године са циљем да се у путничком саобраћају понуде, љубитељима железнице и туристима, атрактивна путовања, сачуваним и рестаурираним гарнитурама воза са почетка 20. века. Парне локомотиве потичу из 1917, 1922 и 1940. године. Композиције садрже вагоне I, II и III разреда, као и вагоне ресторане. Капацитет воза је 550 путника. Воз „Романтика“ саобраћа од априла до октобра, викендом по унапред утврђеном плану. Полазна станица је Београд, а једнодневни излети се организују ка Сремским Карловцима, Вршцу, Јагодини, Палићу, Смедереву, Бешкој, Деспотовцу, Белој Цркви, Овчар бањи и др. Поласци овог воза се усклађују са туристичким манифестацијама у наведеним местима. Поједине сцене популарне ТВ серије На путу за Монтевидео из 2012. године снимане се у путничким колима воза Романтика кога вуче парна локомотива серије 33. Такође, одређене сцене у ТВ серији Чизмаши из 2015. године снимане су у овом возу.

### Шарганска осмица
Шарганска осмица је музејско-туристичка железница узаног колосека којом саобраћа музејски воз „Носталгија“, у летњој сезони од априла до октобра и зимској од 25. децембра до 25. јануара. Током летње сезоне превезе се у просеку око 80 хиљада туриста. Ревитализација и обнова брдске деонице некадашње пруге узаног колосека Ужице - Вишеград - Сарајево, уклоњене 1974. године, од сеоских станица Мокра Гора - Шарган - Витаси завршена је 2003. године. Обновљена је најатрактивнија деоница у дужини од 15,5 km, а први воз, са музејском парном локомотивом ознаке ЈЖ 83 -173, кренуо је да превози туристе и љубитеље железнице 1. септембра 2003. године. Карактеристика шарганске пруге је да је једини начин да се савлада висинска разлика од само 300 m била изградња петље - осмице дуге 15 km. За сат времена вожње, воз пролази кроз 22 тунела и преко пет мостова, пругом која савлада висинску разлику и успон од 300 m.

### Плави воз
Плави воз је музејско-туристички воз којим се возио некадашњи председник СФР Југославије Ј. Б. Тито са свитом током његове владавине. Израда вагона је почела 1956. године у фабрици „Гоша“, а име је добио од радника јер је офарбан у плаво да би се разликовао од осталих углавном зелених композиција Југословенске железнице. Воз је чинио целину којом му је омогућен рад и боравак и све протоколарне обавезе током путовања како у земљи тако и у иностранству. Унутрашњост воза је луксузна и комфорна а носио је епитет салонског воза. Ентеријер је урађен у стилу арт декоа и после више од пола века изглед је остао непромењен. Од 2004. године овај воз је први пут отворен за ширу јавност, односно за домаће и стране туристе. Од тада плави воз има 30 до 40 тура годишње. Воз је могуће изнајмити, а ово углавном користе домаће и стране фирме.

## Управљање и процес реструктурирања
„Железнице Србије“ се налазе у процесу консолидације, реорганизације и рационализације које ће трајати током наредних година како би се достигла основа за потпуно реструктурирање и одрживо финансирање железница у складу са савременим прописима и тржишним пословањем. На основу тога донет је Закон о железницама 2005. године, који је садржао низ значајних новина. Исте те године основана је „Дирекција за железнице“ као посебна организација, која обавља послове државне управе у области железнице утврђене овим законом, као и законом којим се уређује безбедност и интероперабилност у железничком саобраћају.
Влада Србије је усвојила на својој седници, одржаној 28. маја 2011. године, Одлуку о промену правне форме Јавног предузећа Железнице Србије и Одлуку о изменама и допунама оснивачког акта. Овим су Железнице Србије постале акционарско друштво, које се састоје из контролног (матичног) и четири зависна Друштва, и то:
- Друштво за управљање железничком инфраструктуром;
- Друштво за превоз путника;
- Друштво за превоз робе и
- Друштво за управљање железничком имовином.

Скупштину А. Д. „Железница Србије“ именује Влада Републике Србије. Док Скупштина А. Д. именује одбор директора, из чијих редова се бира Генерални директор. Такође, одбор предлаже кандидате Скупштини А. Д. за директоре пословних Друштва. Скупштине Србије је усвојила нов Закон о железници, 22. маја 2013. године. Овај закон предвиђа раздвајање железничког система Србије на део за управљање инфраструктуром, организовање и регулисање саобраћаја и на део за превоз путника и роба, као и доношење петогодишњи Националног програма железничке инфраструктуре у коме ће бити утврђено стање инфраструктуре и мере потребно за њено одржавање и развој. Број запослених 31. децембра 2000. године износио је 32.832 а на дан 31. децембра 2012. године укупан број запослених био је 18.356 што представља смањење од 14.476, односно 44%. „Железнице Србије“ данас имају 25 регистрованих синдиката радника од којих су само три репрезентативна.

## Занимљивост
Прва српска железница, телевизијски филм према сценарију и режији Арсенија Јовановића снимљен је 1979. године у продукцији РТБ-a. У овом остварењу се говори о догађајима око изградње прве српске железнице, напетим заседањима Народне скупштине на ту тему, о неизвесности изградње после банкротства велике француске банке и расплету у виду коначне изградње железнице.
У реду вожње датираном 1892. најбржи воз између Београда и Будимпеште путовао је краће него данашњи (2020) најбржи воз.